# Tchumbuli jezik
Tchumbuli jezik (ISO 639-3: bqa), jedan od četiri akanska jezika kojim govori oko 2 500 ljudi (2000 SIL) u selima Okounfo, Edaningbe i Gbede u beninskom departmanu des Collines.
Leksički mu je najbliži chumburung [ncu], 80%. Ima dva dijalekta cobecha i tchumbuli kojim govore dva istoimena naroda različitog porijekla. U upotrbi su uz još neke domorodačke jezike i francuski.

## Vanjske poveznice
- Ethnologue (14th)
- Ethnologue (15th)